# Крестниково (Ульяновская область)
Крестниково — село в Цильнинском районе Ульяновской области. Входит в Большенагаткинское сельское поселение.

## География
Село Крестниково расположено на берегах реки Бирюч, примерно в 6 км (по шоссе) восточнее от районного центра Большое Нагаткино. Река Бирюч делит село на две части. Окрестности — обширные поля, пересеченные лесными полосами и оврагами. Высота центра селения над уровнем моря — 106 м.

## История

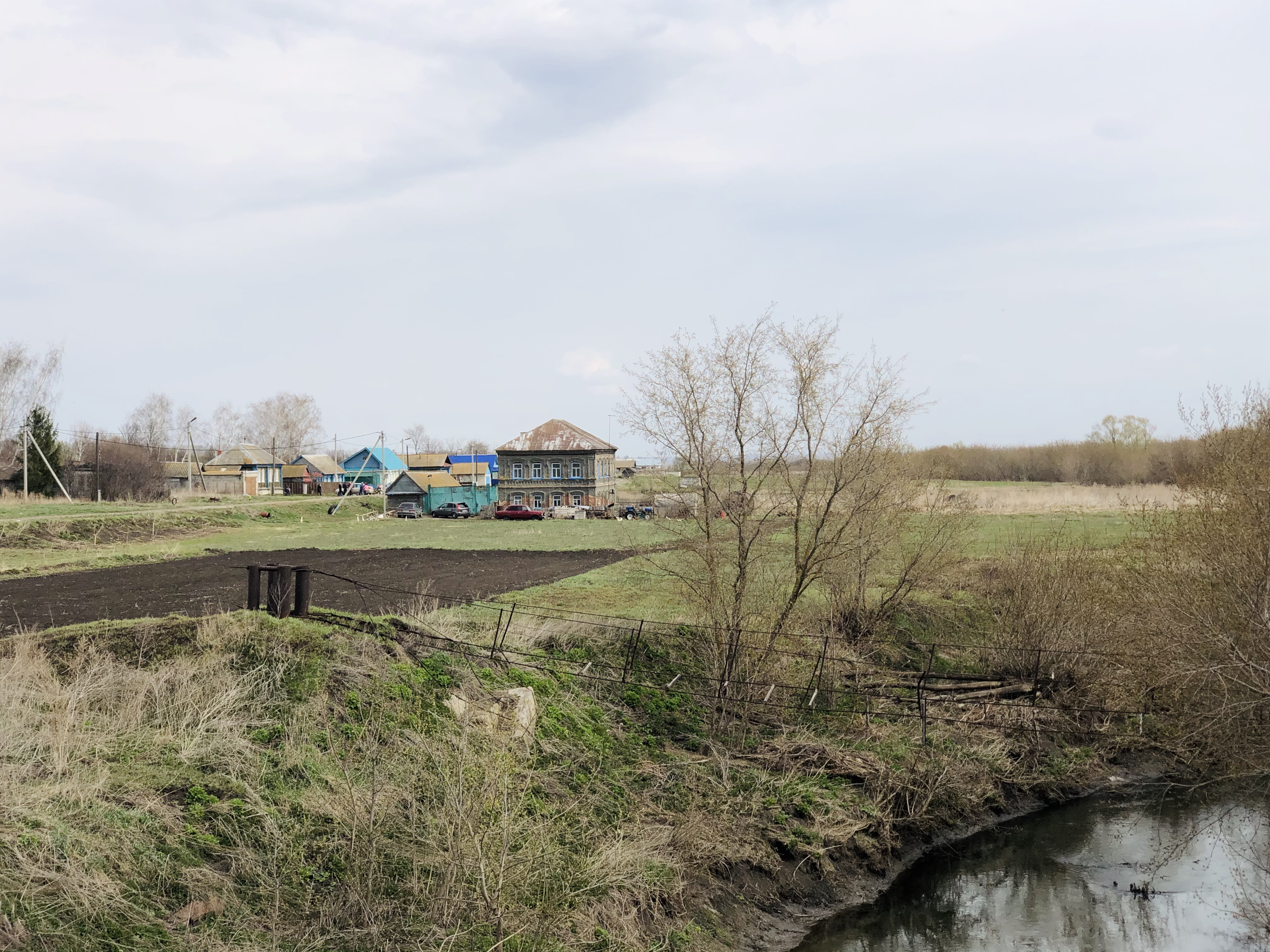
Дом помещика и подвесной мост через реку Бирюч

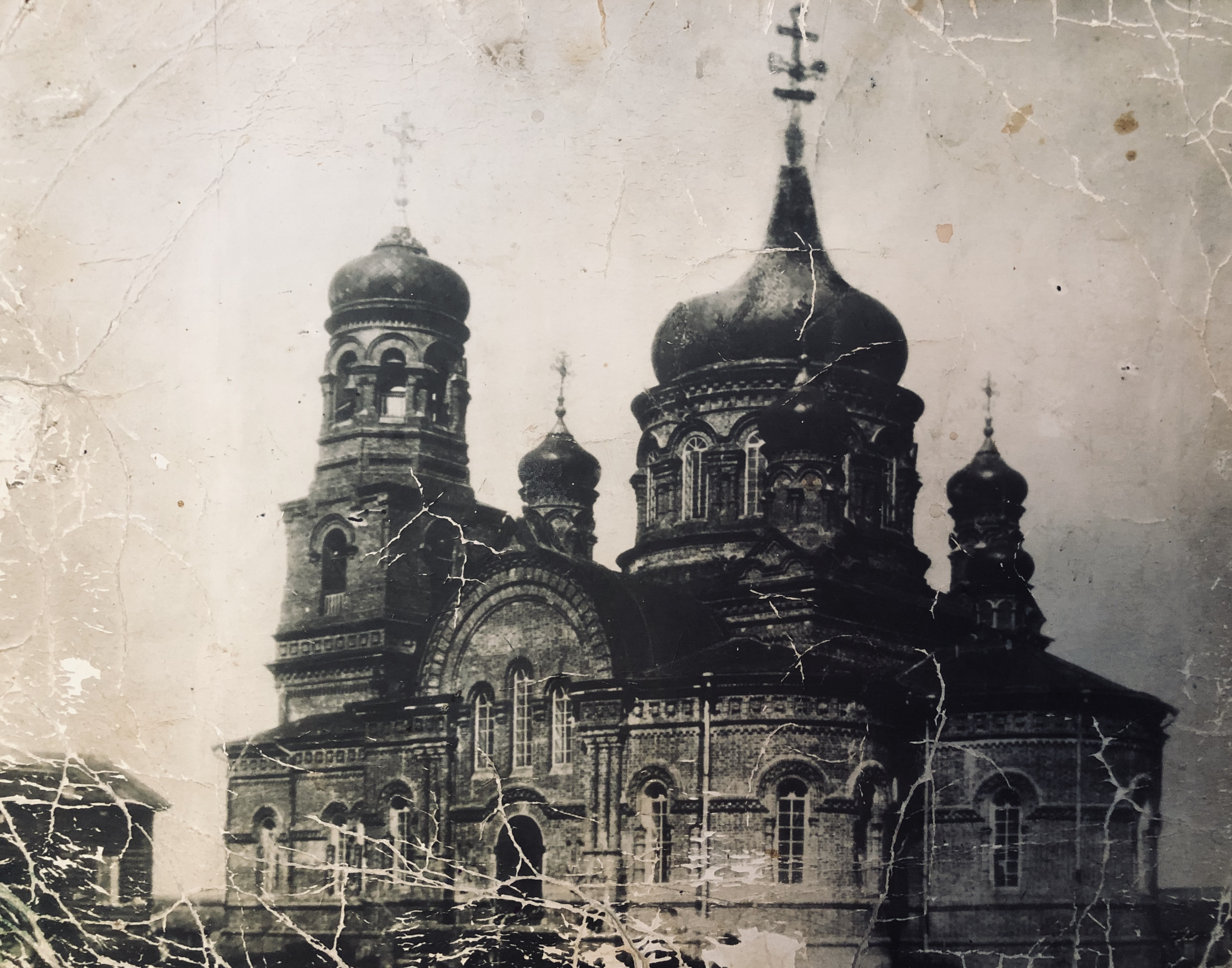
Церковь Живоначальной Троицы (1910)

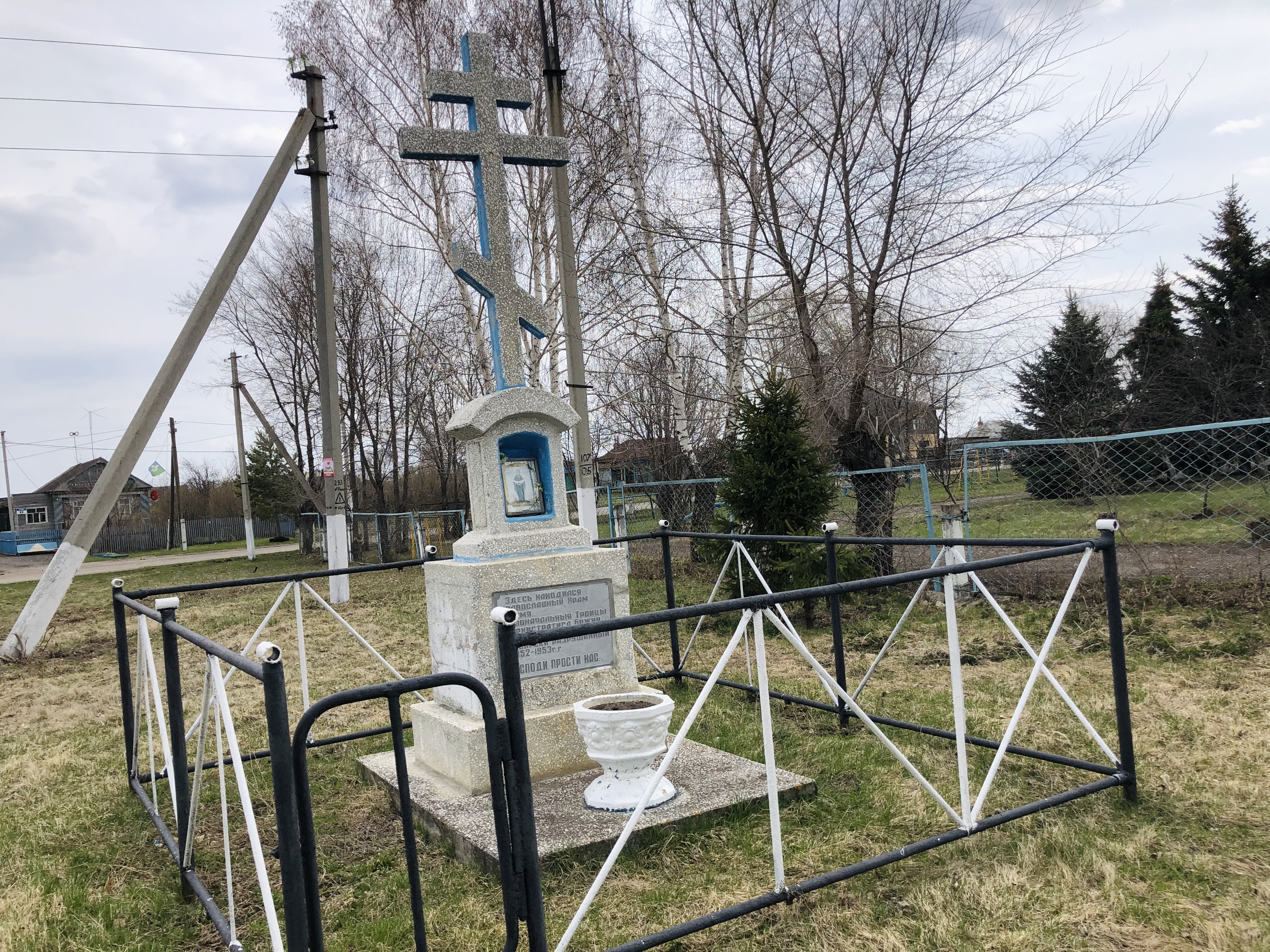
Памятный крест Церкви Живоначальной Троицы

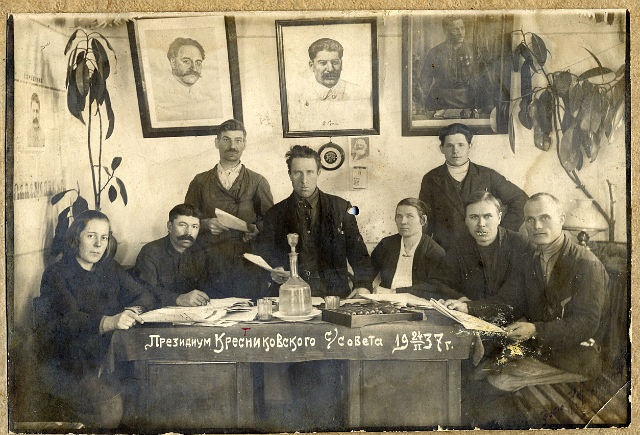
Президиум сельского совета (1937)

Основателем села, был солдат выборного полка Дмитрий Крестников в 1672 году, который здесь получил поместную землю, вместе с солдатом Иваном Карпеевым и др. Некоторые из этих солдат успели продать свои дачи частным лицам, почему, в конце XVIII столетия, деревня Крестникова принадлежала не только пахотным солдатам, потомкам перводатчиков, но и другим помещикам: подполковнику Николаю Степановичу Кроткову, кол. асс. Афонасию Степановичу Мещеринову, а потом его дочери, поручице Марии Афанасеевне Столыпиной и прапорщику Матвею Алексеевичу Заморгину.
В 1780 году, при создании Симбирского наместничества, деревня Кресникова, пахотных солдат, помещичьих крестьян, вошла в состав Симбирского уезда.
Во время генерального межеванья (1795) помещики переменились: Н. С. Кротов продал свою землю Авдотье Ивановне Беляковой; М. А. Столыпина умерла и ей наследовал сын, секунд-майор Александр Алексеевич Столыпин; а М. А. Заморгин продал, в 1808 году, имение, с господским домом, гв. подпоруч. Ивану Александровичу Ермолову.
На 1813 год в селе было 110 дворов с населением 706 человек (357 мужчин и 349 женщин).
В 1859 году деревня Крестниково удельных крестьян, по проселочному тракту из г. Симбирска в с. Старые Алгаши, входила в 1-й стан Симбирского уезда Симбирской губернии.
При освобождении крестьян от Крепостного права в 1861 году, в селе 115 дворов с населением 423 человека. Основное занятие в селе: садоводство и коневодство.
С 1861 по 1865 (освящена 1869) год строится храм с двумя престолами. Главным (холодный) во имя Живоначальной Троицы, а также в приделе (теплый) во имя Архистратига Божьего Михаила. Церковь приобретена на средства крестьян, в селе Норовка у помещика А. В. Новосельцева.
С 1872 открыта церковно-приходская школа, а в 1877 году открывается земская школа.
По состоянию на 1900 год в селе проживало более 1900 человек (около 260 дворов).
Из-за ветхости деревянной церкви сельчане решили построить новую каменную церковь Троицы Живоначальной с тем же престолом — Троицы Живоначальной. Церковь начали строить в 1900 году и закончили в 1910 году. (разрушена в 50-х годах, а из кирпича сделали МТС). 12 августа 2023 года благочинный Цильнинского округа иерей Владимир Маняков в сослужении иерея Стахия Таллерова совершил Божественную литургию на месте разрушенного Троицкого храма.
23 февраля 1918 года, по результатам проведения народного собрания, в селе устанавливается советская власть. Создан сельский совет, в количестве 28 человек, первым председателем избран Сергей Савватов.
С 1929 года начинается создание колхозов. В 1935 г. колхоз разбили на 3 колхоза: «Маяк» («Маяк Ильича»), «Чапаев», «Кагановых». В 1950 г. их вновь объединяют и избирают председателя Горганова Ф. Н. Вскоре при колхозе построили ясли, имелась овцеферма, птицефабрика, пасека. С организацией колхозов трактора и автомобили работали от Пилюгиновской МТС, а затем от Б.-Нагаткино.

## Население
| 2010 |
| ---- |
| 724  |

| 2002 | 2010 | 2015 | 2017 | 2018 | 2019 | 2020 | 2021 | 2022 | 2023 | 2024 |
| ---- | ---- | ---- | ---- | ---- | ---- | ---- | ---- | ---- | ---- | ---- |
| 694  | 724  | 706  | 673  | 672  | 659  | 661  | 678  | 668  | 674  | 691  |

Национальный состав
Согласно переписи 2021 года
| Народ                  | Численность чел. | % от указавших нац. |
| ---------------------- | ---------------- | ------------------- |
| русские                | 433              | 67,0 %              |
| чуваши                 | 142              | 21,9 %              |
| татары                 | 57               | 8,8 %               |
| мордва                 | 8                | 1,2 %               |
| другие национальности  | 7                | 1,1 %               |
| указана национальность | 647              | 95,4 %              |
| Всего                  | 678              |                     |

## Инфраструктура
В селе функционируют: фельдшерский пункт, средняя общеобразовательная школа, почтовое отделение и отделение Сбербанка России, сельский совет. В октябре 2015 года в селе открыт детский сад «Солнышко», на общественных началах работает вокальный русский народный коллектив.
Из промышленных предприятий работают: свиноферма, птицеферма, молочно-товарная ферма, машино-тракторный парк, в селе земледелием занимаются 5 частных фермерских хозяйств организованных местными жителями.

## Достопримечательности

Памятник Победы

- В 1972 году в селе установлен памятник погибшим воинам в годы Великой Отечественной войны, в 2010 году был сделан ремонт памятника, его обложили плиткой. На плитах написаны фамилии погибших воинов-односельчан.[13]
- На месте разрушенного Храма Троицы Живоначальной установлен памятный крест.

## Известные уроженцы
- Городецкий, Василий Романович — Герой Советского Союза, участник Великой Отечественной войны, автоматчик моторизированного батальона 110-й танковой бригады 18-го танкового корпуса 27-й армии 3-го Украинского фронта.
- Бурцев, Михаил Иванович (1919—1997) — генерал-лейтенант авиации, кавалер 7 орденов Красного Знамени.

## Галерея

Администрация села
Крестниковская СШ
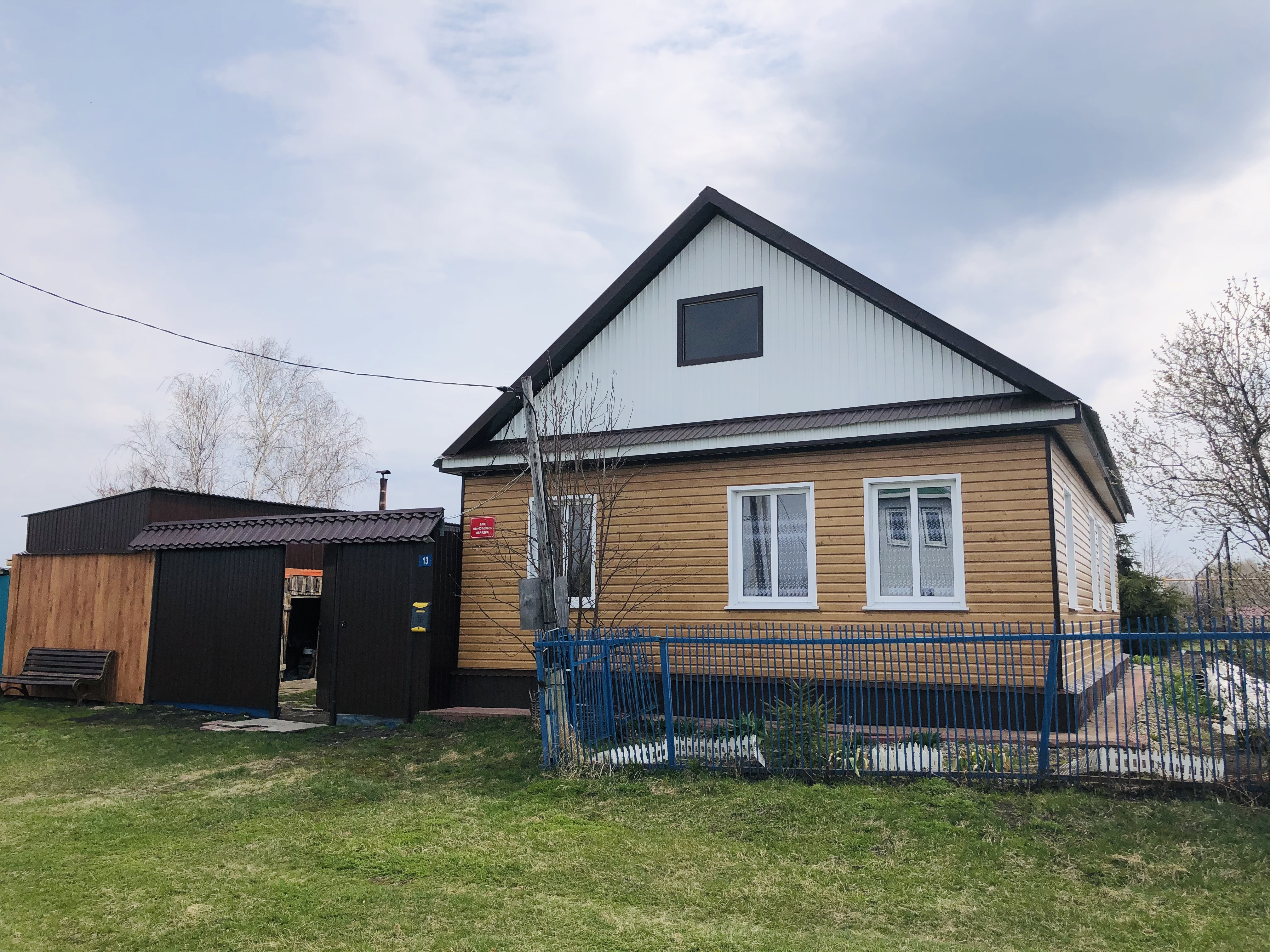
Улица Мира
Улица Заречная
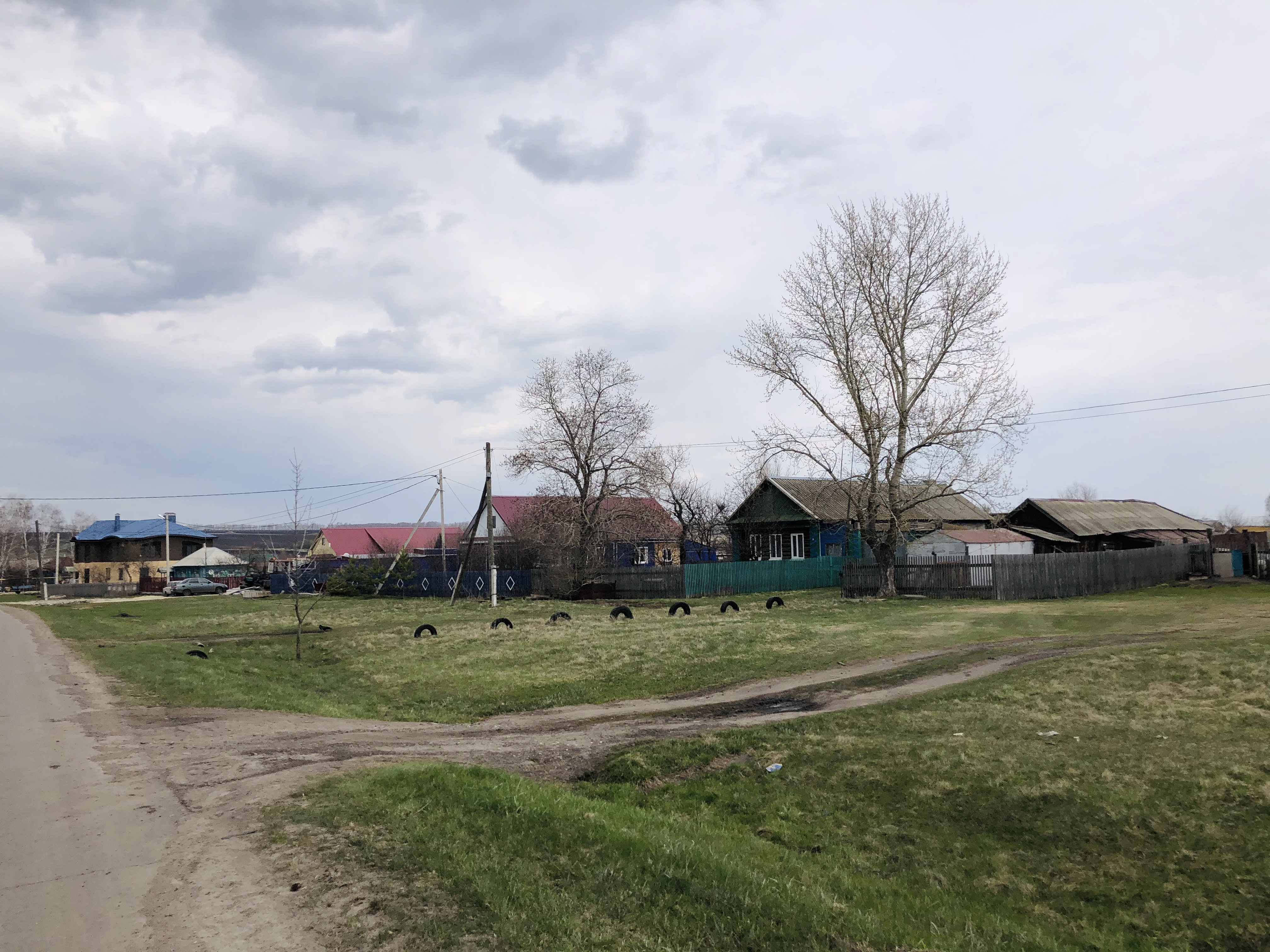
Улица Церковная (правая сторона)
Улица Церковная (левая сторона)
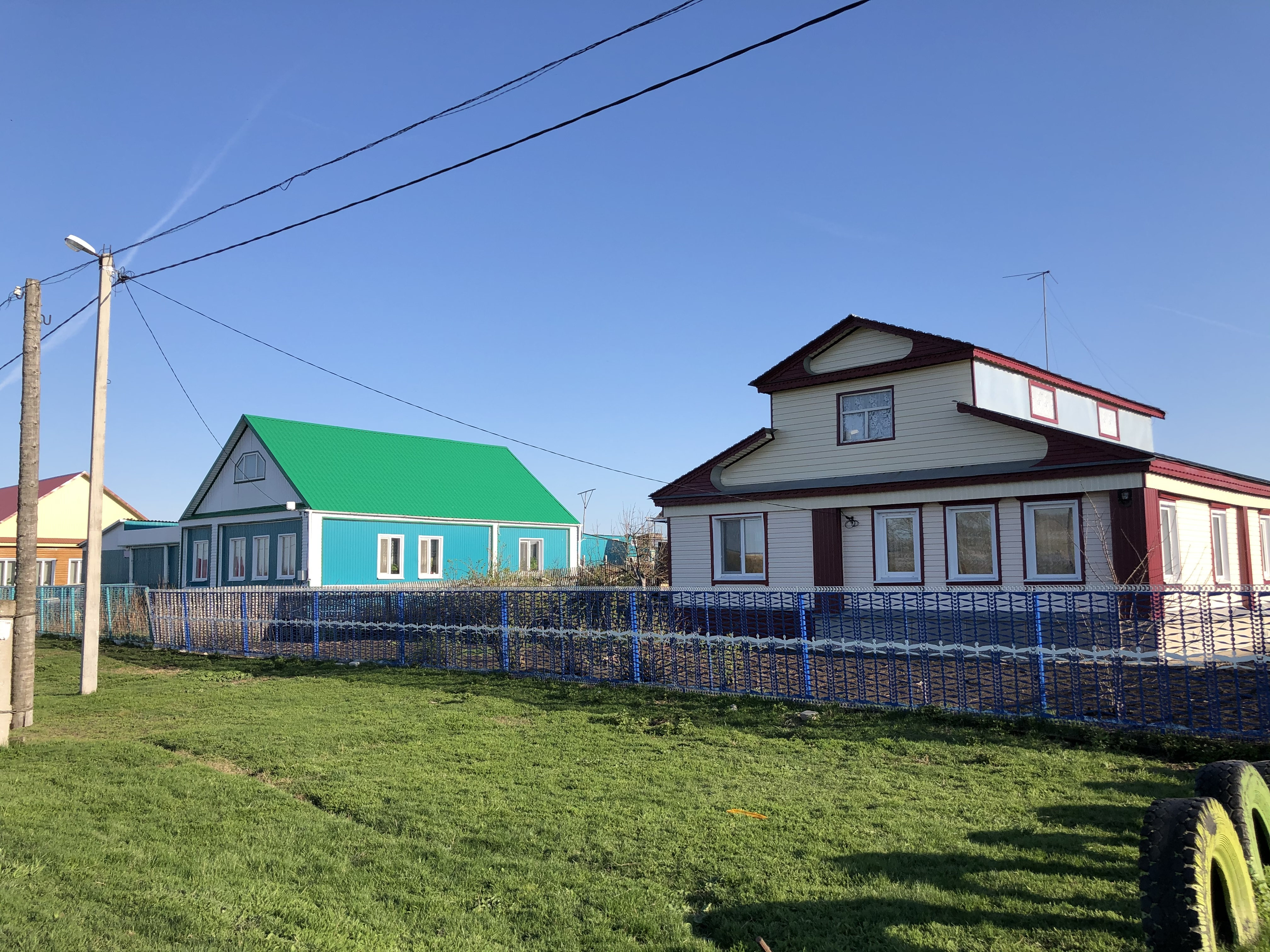
Улица Центральная (Барский)
Улица Центральная (Маяк)
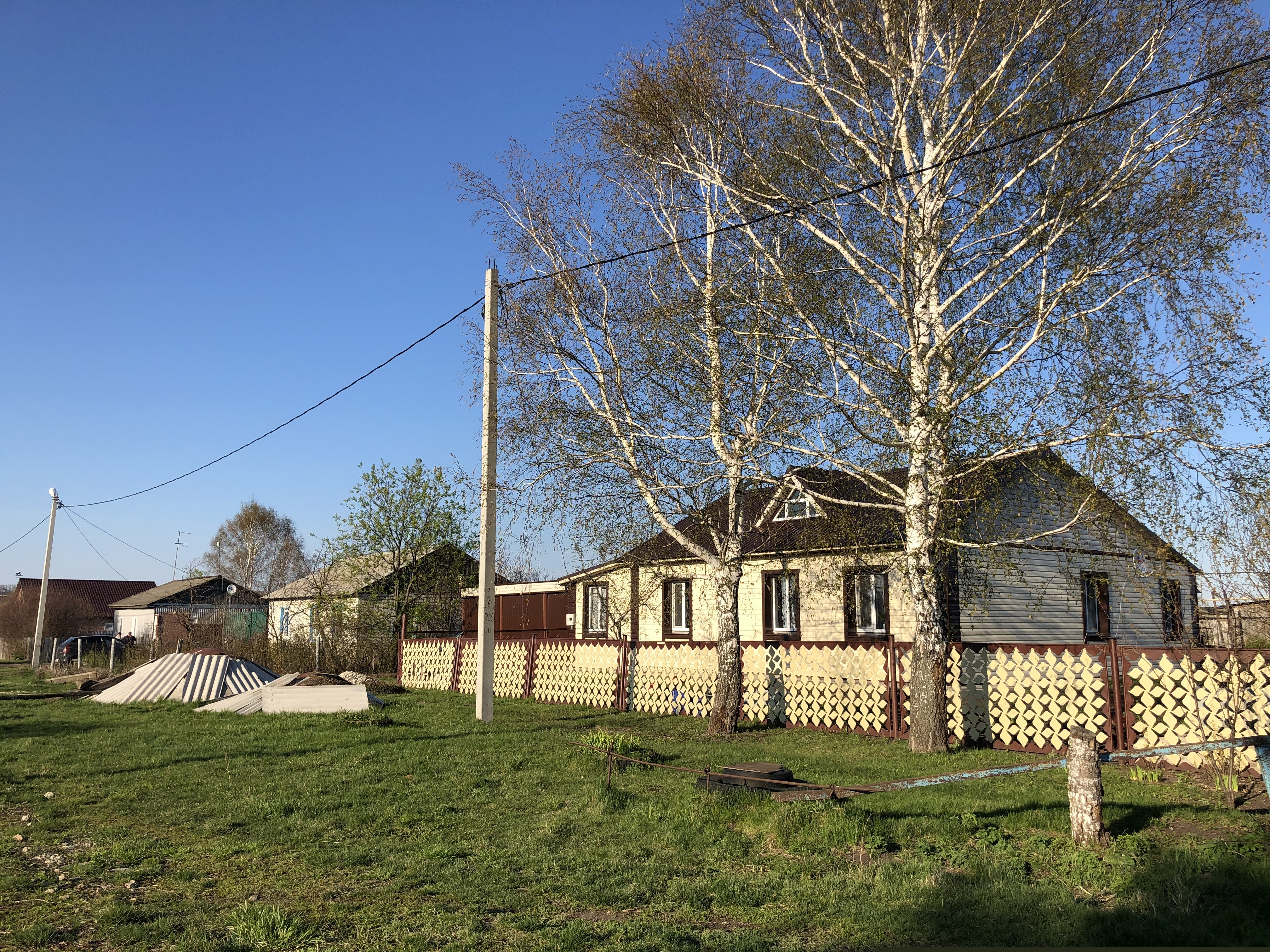
Улица Молодёжная
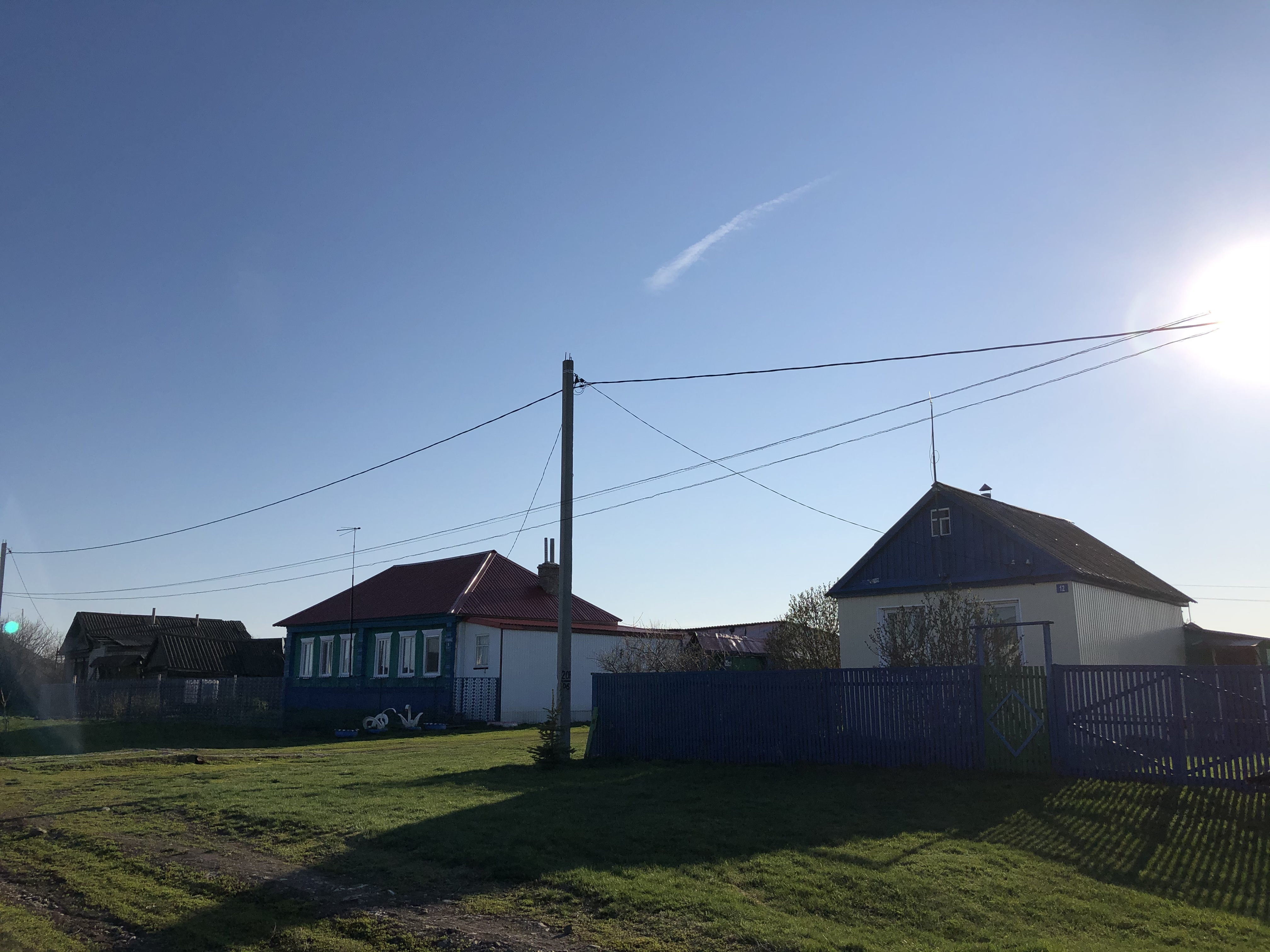
Улица Городецкого (Заглядовка)
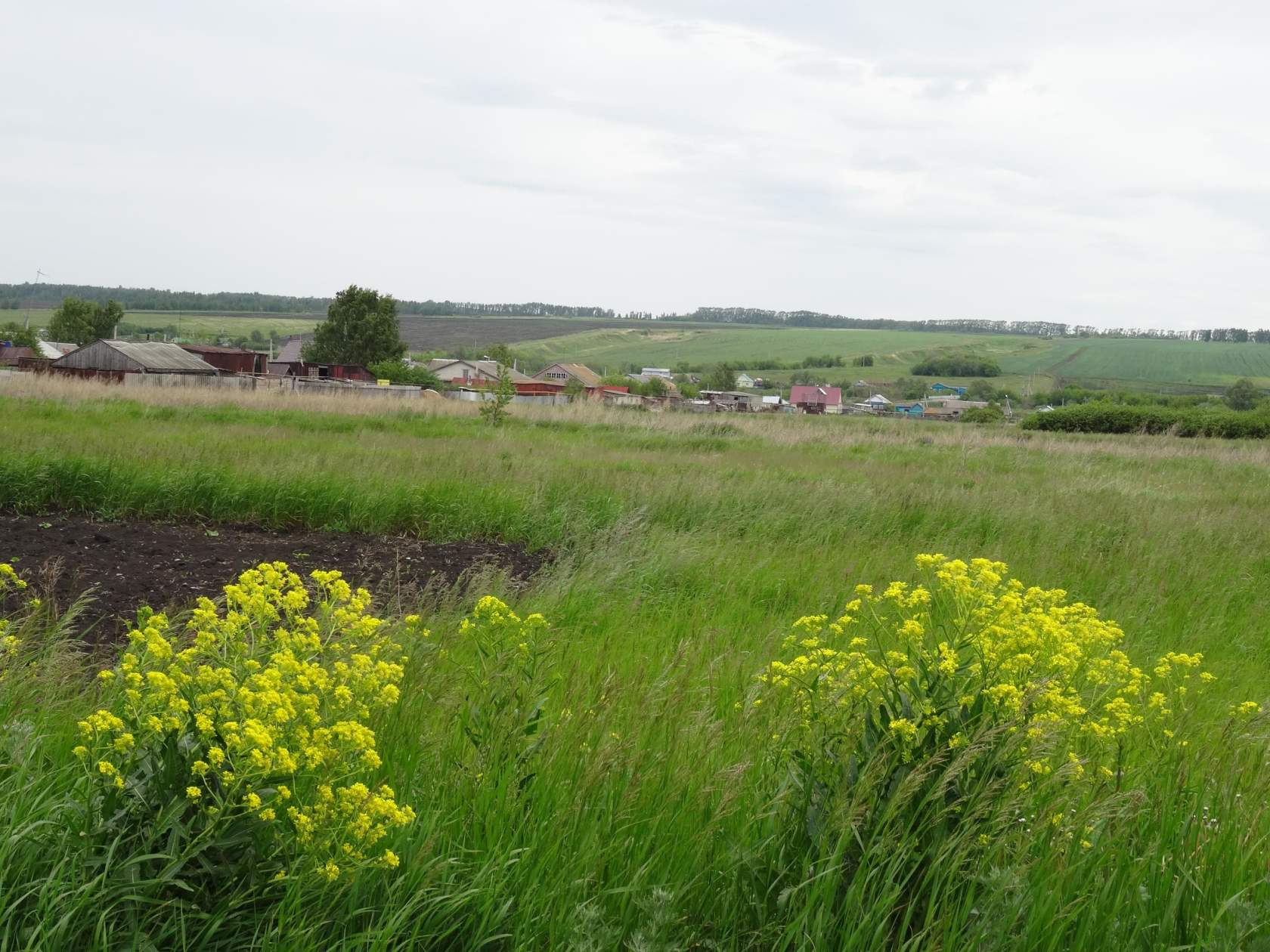
Лето
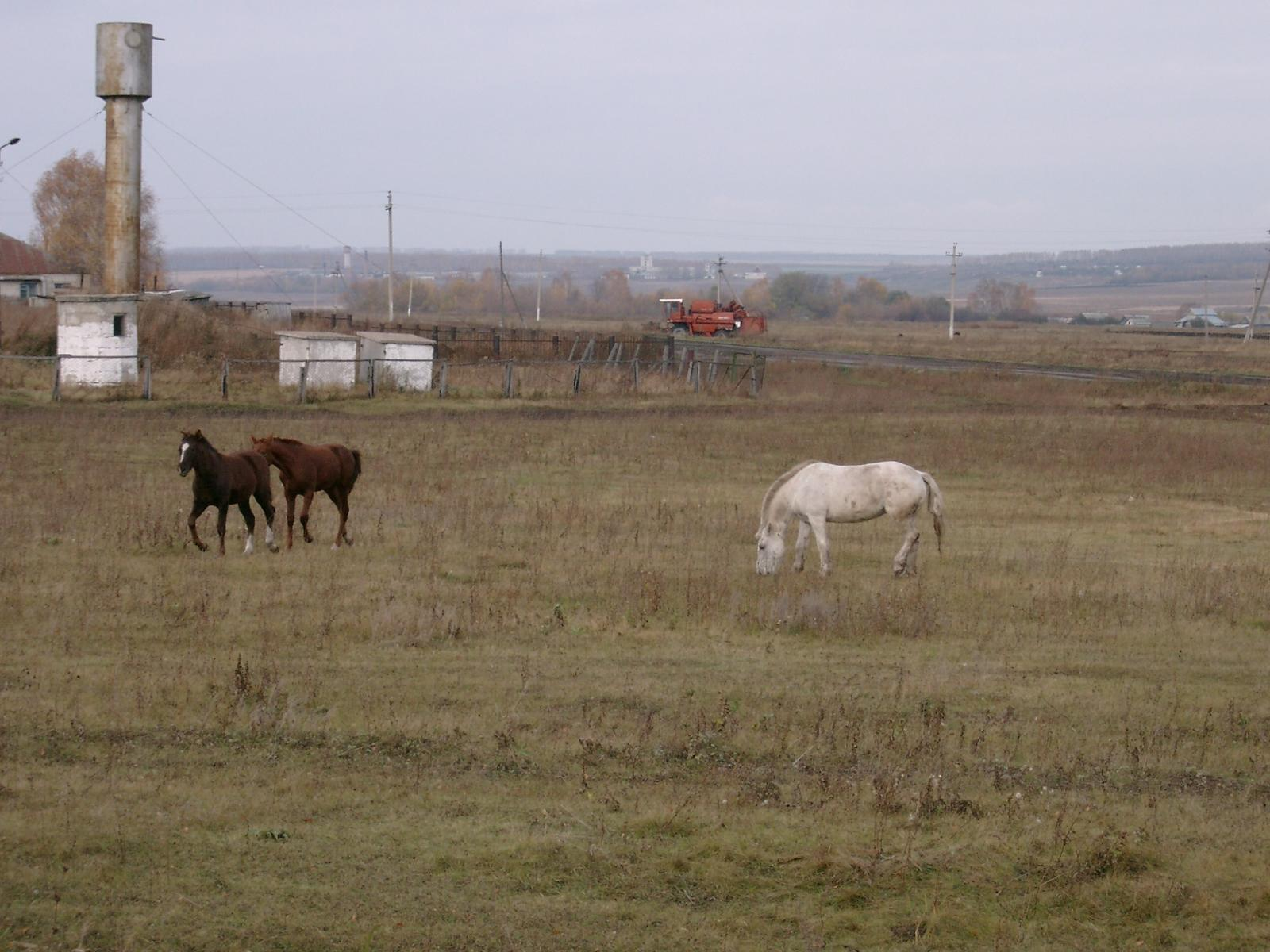
Осень
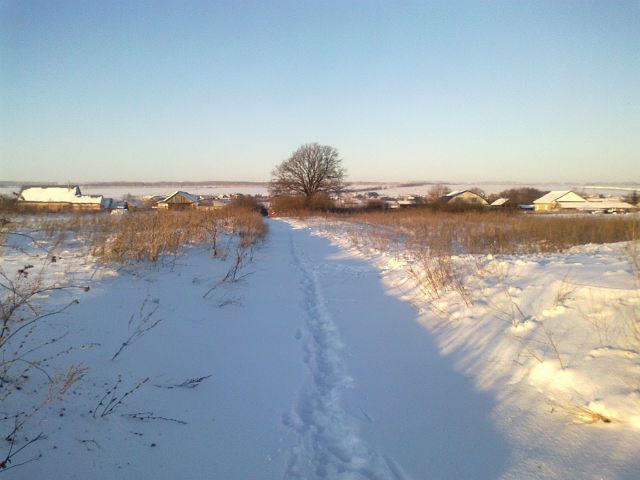
Зима
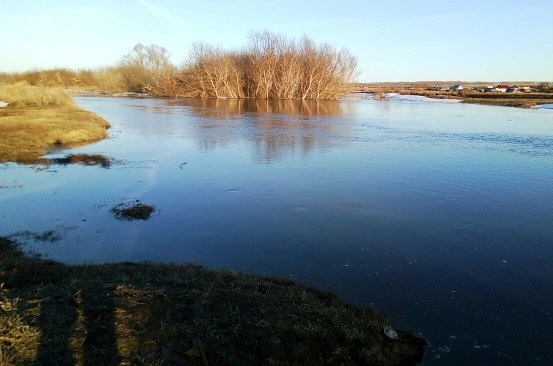
Весна
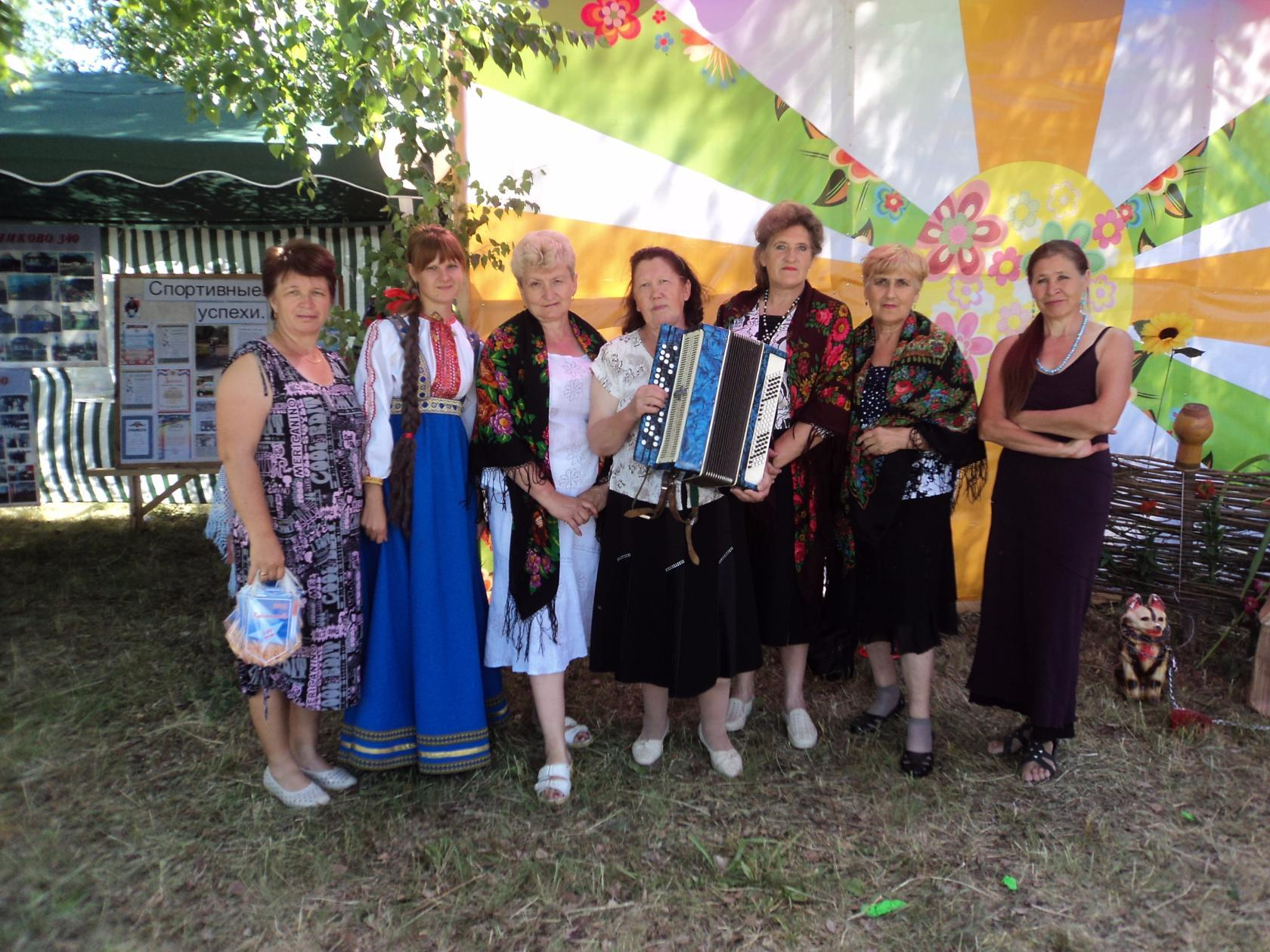
Творческий коллектив с. Крестниково
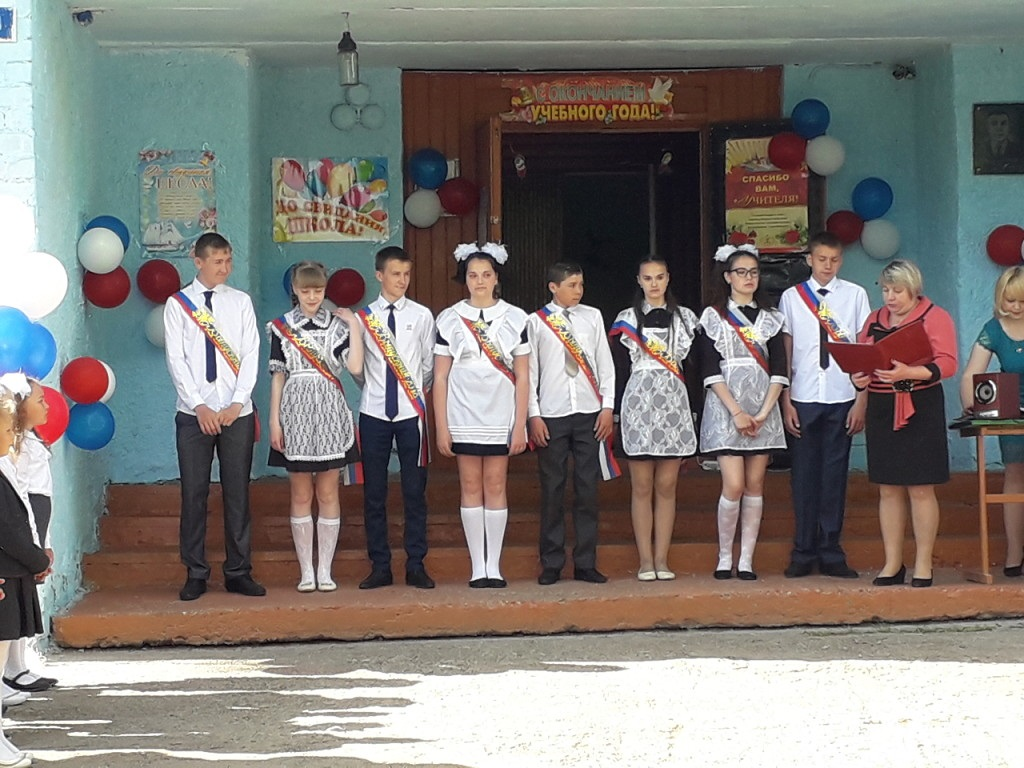
Ученики Крестниковской СШ
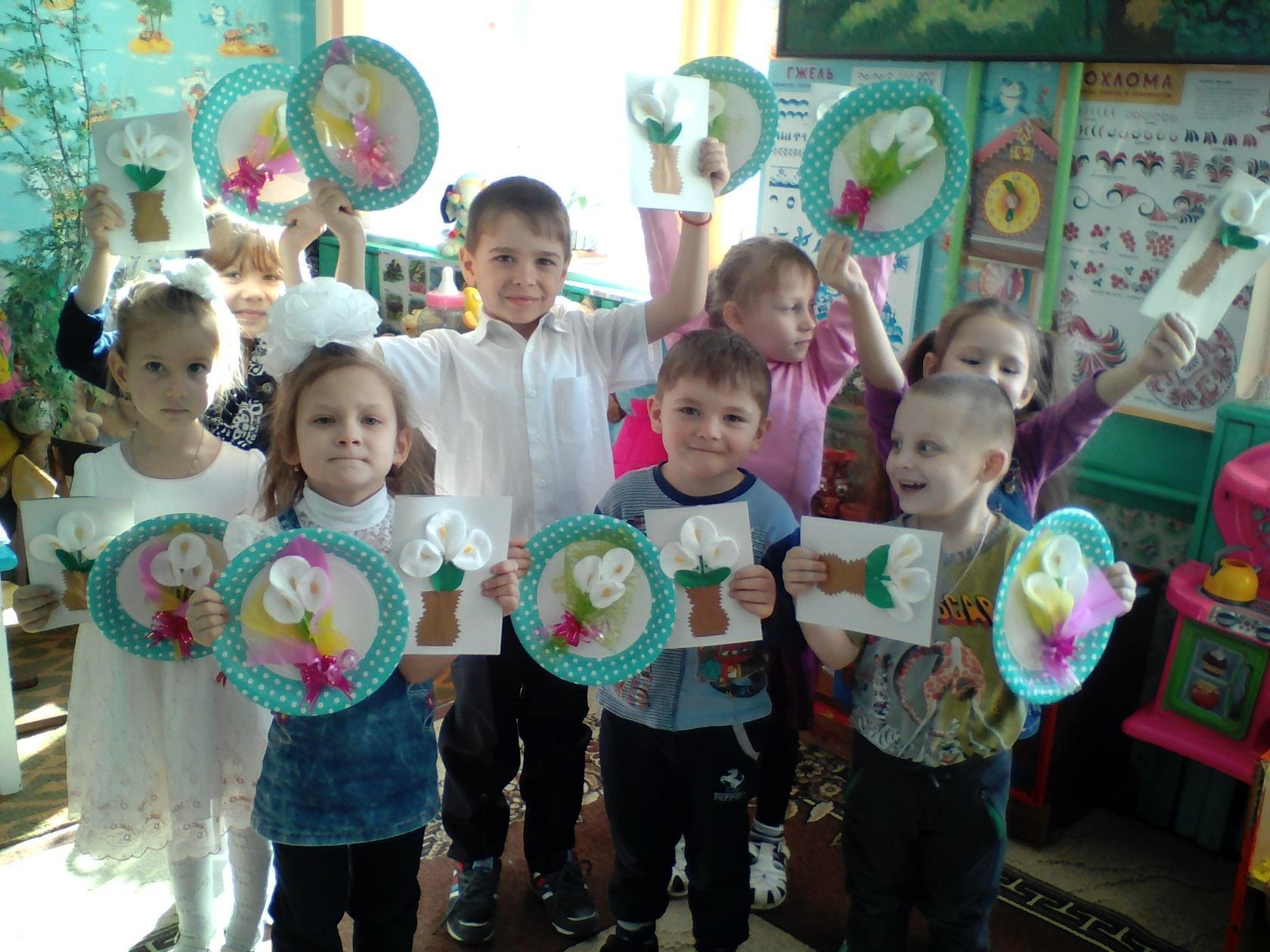
Воспитанники детского сада
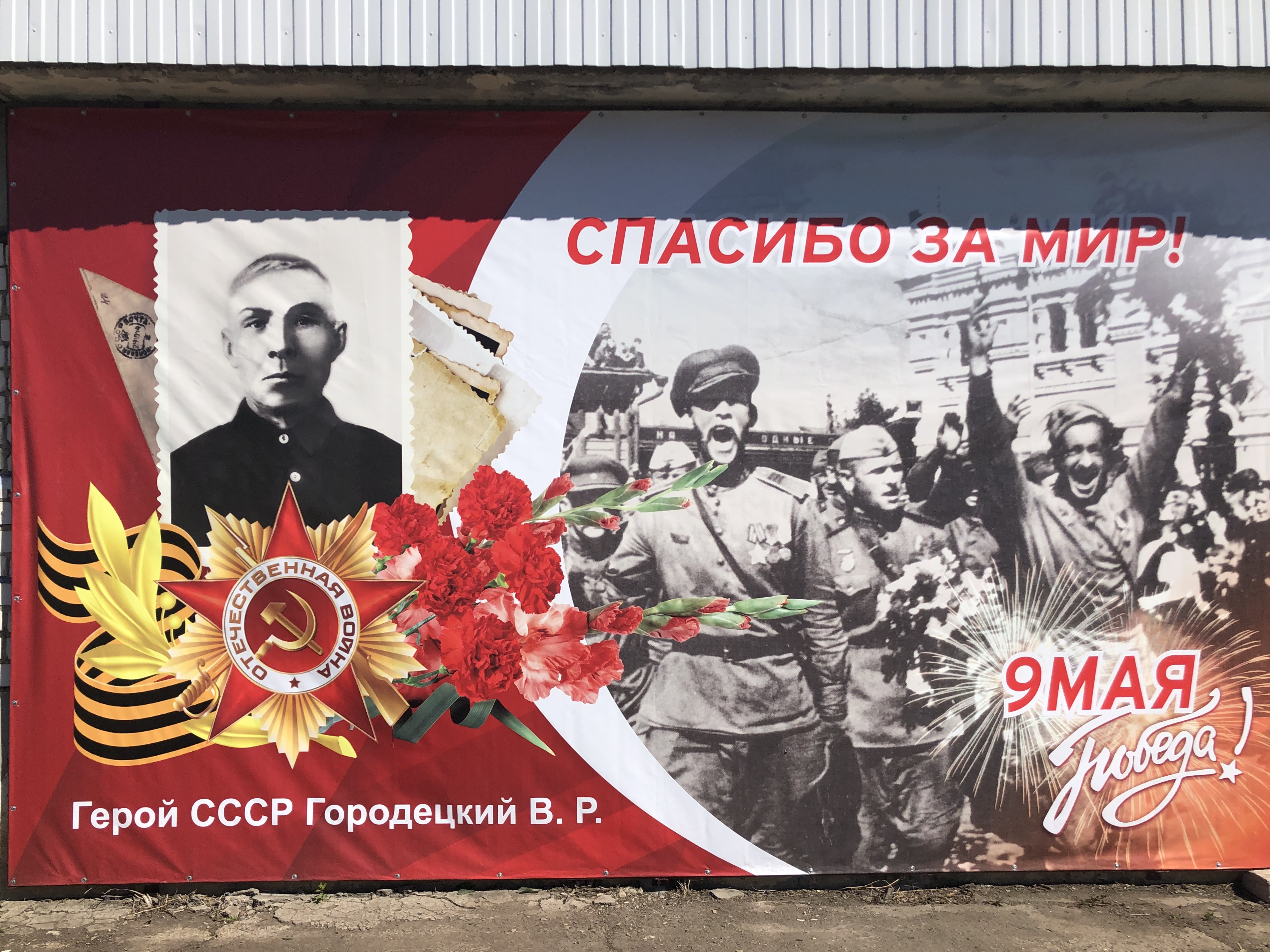
Праздничный плакат ко Дню Победы в ВОВ